# Euhemeros
Euhemeros var en grekisk religionsfilosof omkring år 300 f.Kr. från Messina. Han menade att de antika grekiska myterna hade sitt ursprung i gamla tiders hjältedåd, som senare hade förvanskats till religiösa myter. 
Att på detta sätt ge en naturlig och historisk förklaring till myters uppkomst kallas efter honom för euhemerism. Exempel på detta är när Snorre Sturlasson beskriver asagudarna som forntida hövdingar som kommit till Norden från As-ien, samt vissa tidiga katolska helgon som verkar vara omtolkade versioner av hedniska gudar.

## Verk
Euhemeros var författare till den fiktiva och utopiska reseskildringen Hiera anagrafe ('Helig uppteckning').  Han berättade i den om en upptäcktsresa till en ögrupp i Indiska oceanen där en guldinskrift i ett tempel förkunnade att Zeus, Uranos och Kronos ursprungligen var jordiska kungar. På grund av sina ypperliga egenskaper blev de senare dyrkade som gudar. Genom den romerske skalden Ennius latinska bearbetning av den grekiska texten fick verket stor spridning, och bland annat kyrkofadern Lactantius citerade det och dess förklaring till gudstrons ursprung.